# Freesia refracta
Freesia refracta és una planta fanerògama que pertany a la família de les iridàcies. És originària de Sud-àfrica.

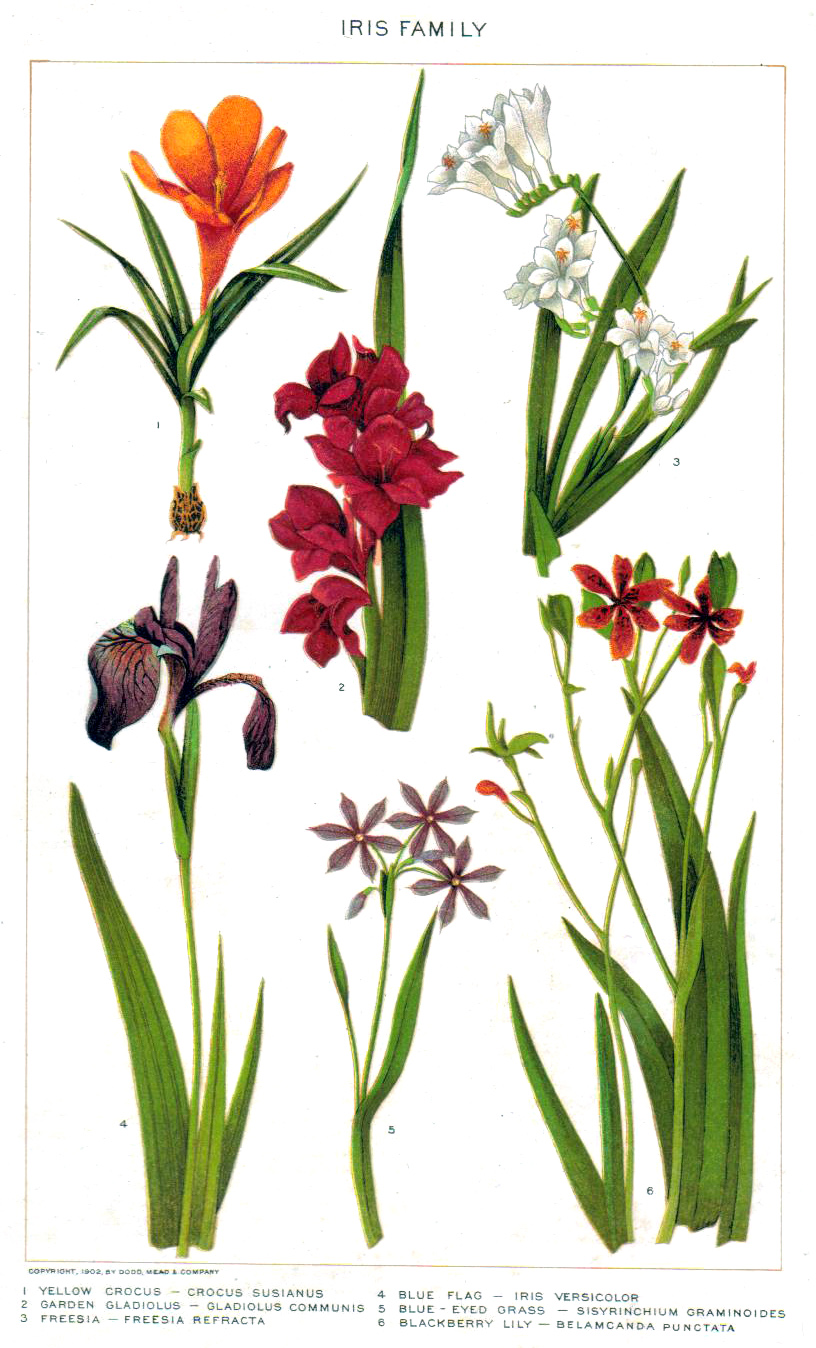
Il·lustració

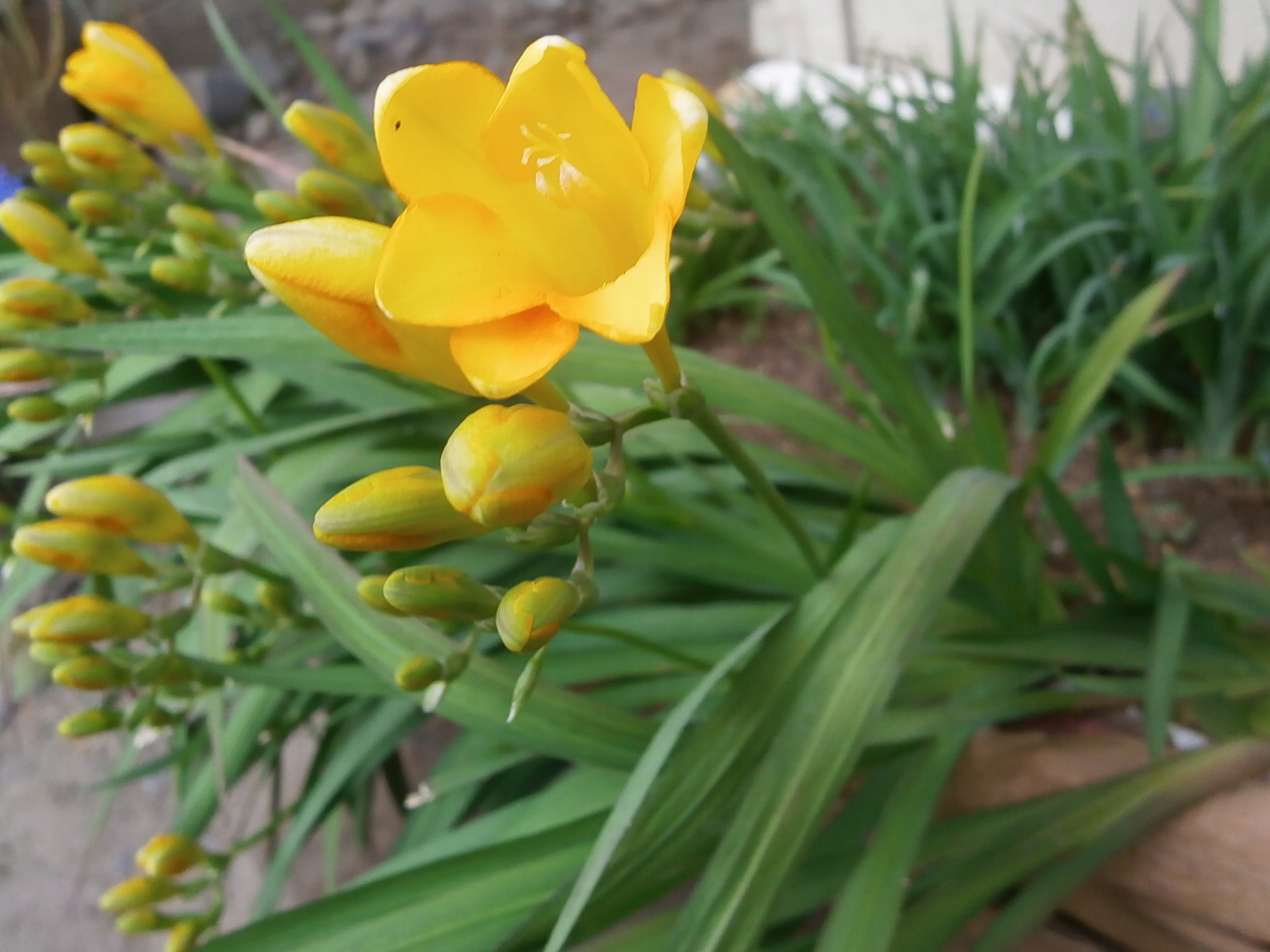
Vista de la planta

## Descripció
Freesia refracta és una planta herbàcia perennifòlia, geòfita que assoleix una grandària de 0,2 - 0,45 m d'altura a una altitud de 5 - 640 metres a Sud-àfrica

## Taxonomia
Freesia refracta va ser descrita per (Jacq.) Klatt i publicat a Gartenflora 23: 289. 1874.
Etimologia
Freesia nom genèric que va ser dedicat en honor del metge alemany Friedrich Heinrich Theodor Freese (1795-1876).
refracta: epítet llatí que significa "trencada".
Sinonímia
- Freesia hurlingii L.Bolus
- Gladiolus refracta Jacq.	basiònim
- Gladiolus refractus Jacq.
- Gladiolus resupinatus Pers.
- Montbretia odorata (Heynh.) Heynh.
- Montbretia refracta (Jacq.) Endl. exHeynh.
- Nymanina refracta (Jacq.) Kuntze
- Tritonia refracta (Jacq.) Ker Gawl.
- Waitzia odorata Heynh.
- Waitzia refracta (Jacq.) Heynh.[4][5]